# Paraliochthonius canariensis
Paraliochthonius canariensis är en spindeldjursart som beskrevs av Max Vachon 1961. Paraliochthonius canariensis ingår i släktet Paraliochthonius och familjen käkklokrypare. Inga underarter finns listade i Catalogue of Life.